# Вудмор (Вісконсин)
Вудмор (англ. Woodmohr) — місто (англ. town) в США, в окрузі Чиппева штату Вісконсин. Населення — 1004 особи (2020).

## Демографія
Згідно з переписом 2010 року, у місті мешкали 932 особи в 342 домогосподарствах у складі 276 родин. Було 362 помешкання
Расовий склад населення:
| - 98,8 % — білих - 0,3 % — азіатів - 0,1 % — чорних або афроамериканців |

До двох чи більше рас належало 0,1 %. Частка іспаномовних становила 0,9 % від усіх жителів.
За віковим діапазоном населення розподілялося таким чином: 25,9 % — особи молодші 18 років, 62,4 % — особи у віці 18—64 років, 11,7 % — особи у віці 65 років та старші. Медіана віку мешканця становила 42,0 року. На 100 осіб жіночої статі у місті припадало 109,0 чоловіків;  на 100 жінок у віці від 18 років та старших — 106,9 чоловіків також старших 18 років.
Середній дохід на одне домашнє господарство  становив 73 834 долари США (медіана — 63 839), а середній дохід на одну сім'ю — 83 317 доларів (медіана — 73 958). Медіана доходів становила 41 188 доларів для чоловіків та 38 750 доларів для жінок. За межею бідності перебувало 2,7 % осіб, у тому числі 2,0 % дітей у віці до 18 років та 1,5 % осіб у віці 65 років та старших.
Цивільне працевлаштоване населення становило 573 особи. Основні галузі зайнятості: освіта, охорона здоров'я та соціальна допомога — 19,0 %, виробництво — 18,5 %, роздрібна торгівля — 9,9 %, сільське господарство, лісництво, риболовля — 9,8 %.